# Santa Cruz de Grío (kommunhuvudort)
Santa Cruz de Grío är en kommunhuvudort i Spanien.   Den ligger i provinsen Provincia de Zaragoza och regionen Aragonien, i den nordöstra delen av landet, 220 km nordost om huvudstaden Madrid. Santa Cruz de Grío ligger 640 meter över havet och antalet invånare är 213.
Terrängen runt Santa Cruz de Grío är kuperad. Runt Santa Cruz de Grío är det glesbefolkat, med 9 invånare per kvadratkilometer. Närmaste större samhälle är Calatayud, 17,9 km väster om Santa Cruz de Grío. 